# Lentinellus ursinus
Lentinellus ursinus är en svampart som först beskrevs av Elias Fries, och fick sitt nu gällande namn av Robert Kühner 1926. Lentinellus ursinus ingår i släktet Lentinellus och familjen Auriscalpiaceae.  Artens status i Sverige är: Ej påträffad. Inga underarter finns listade i Catalogue of Life.

## Källor

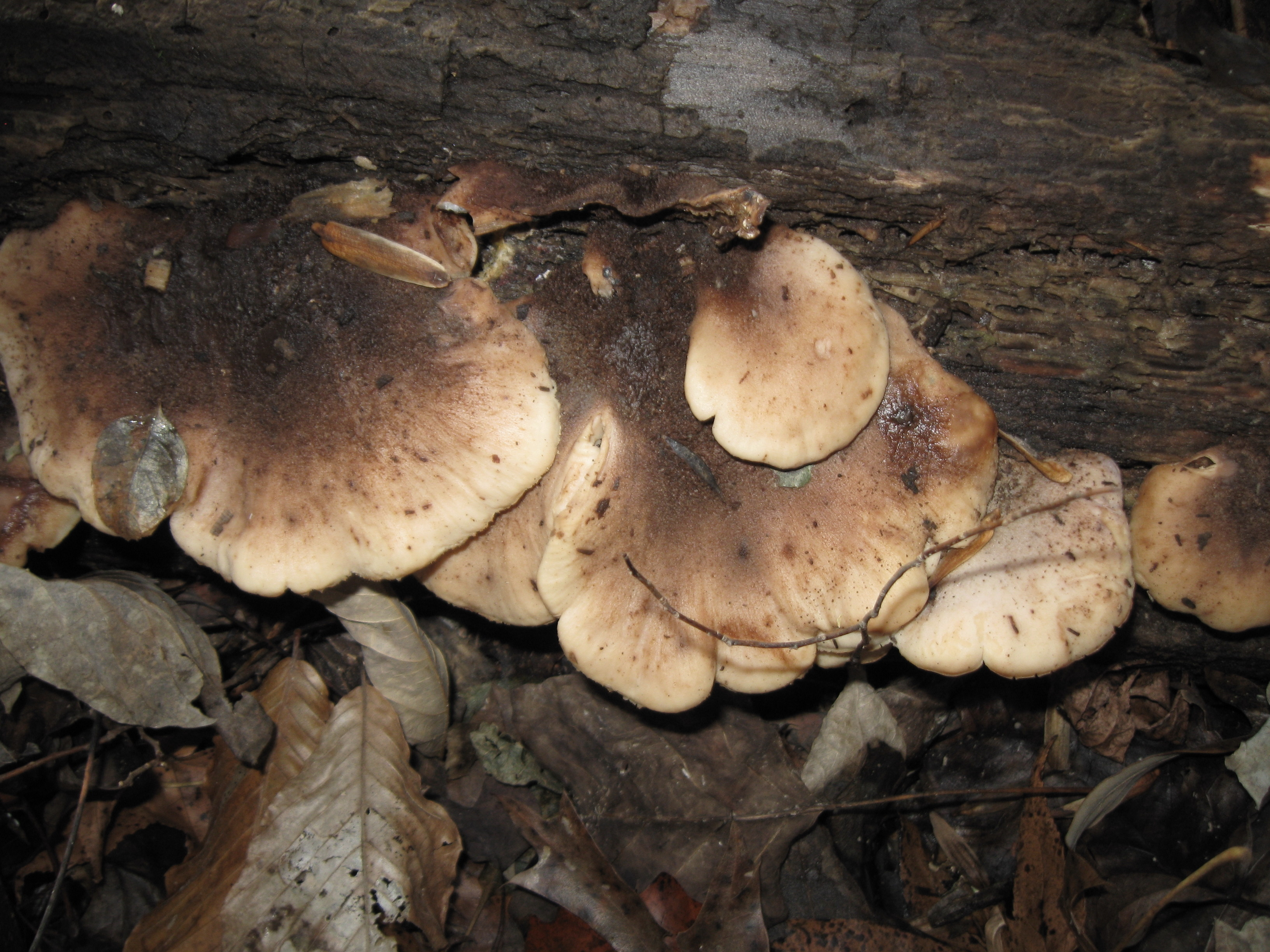
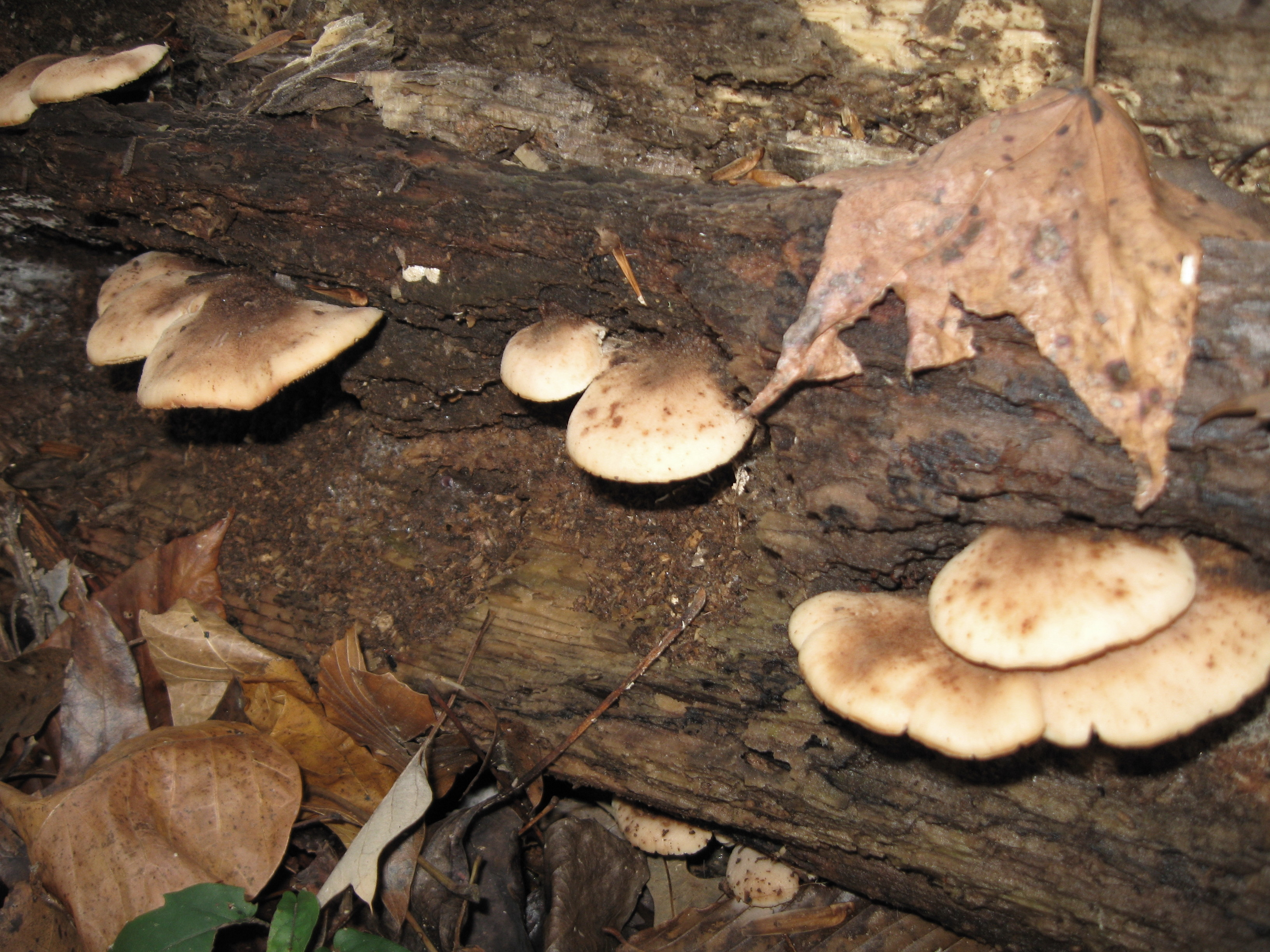
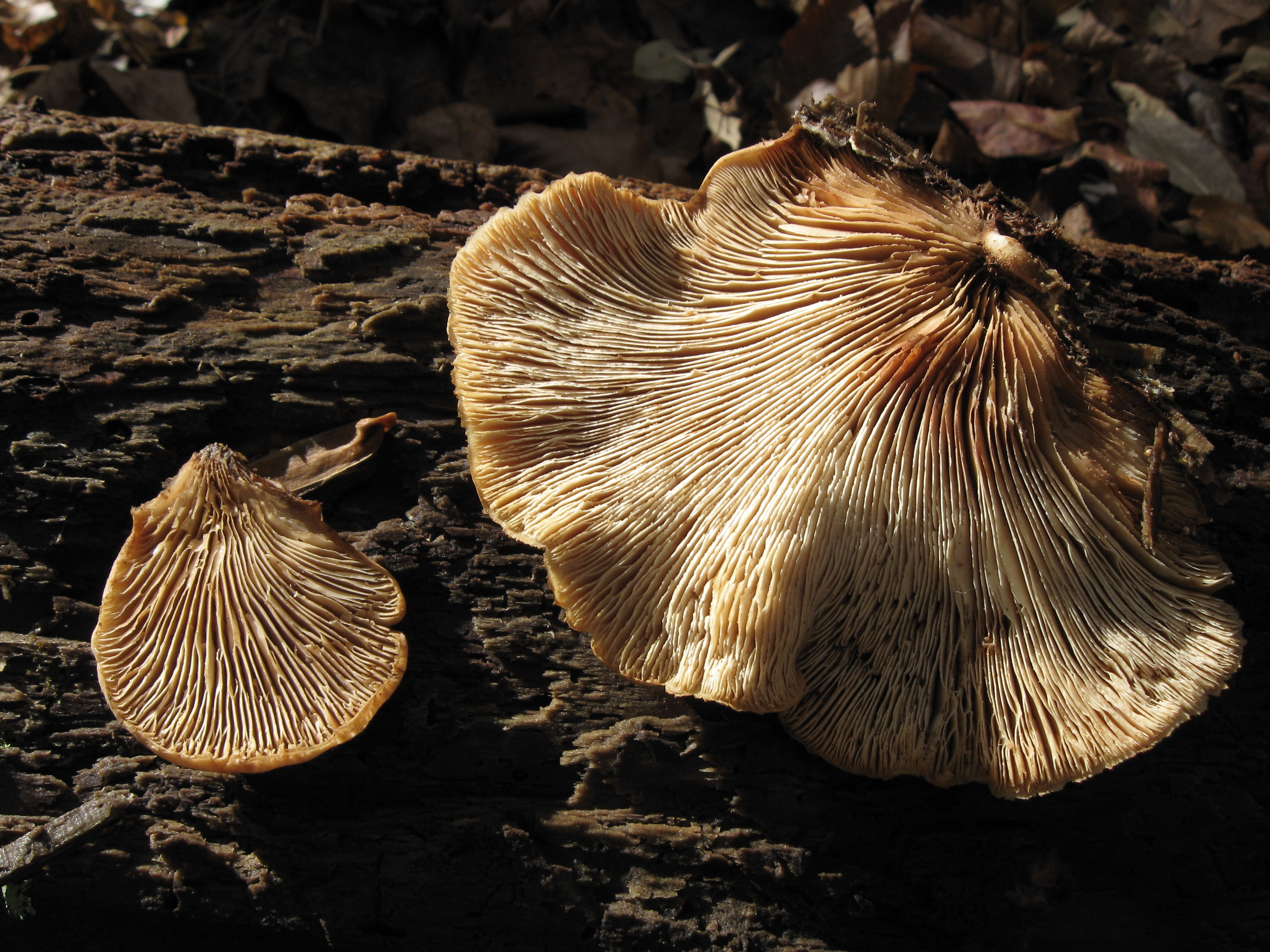
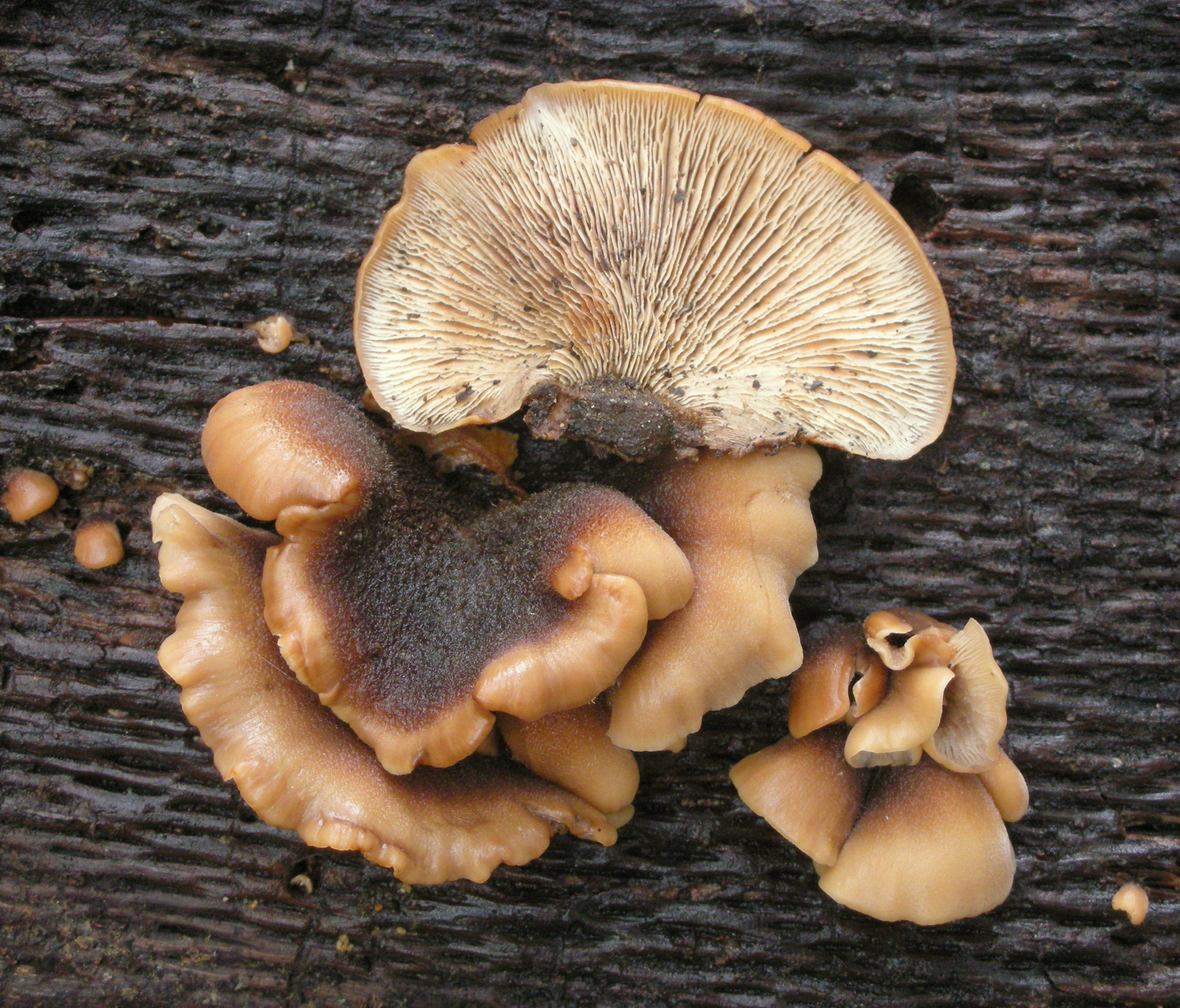
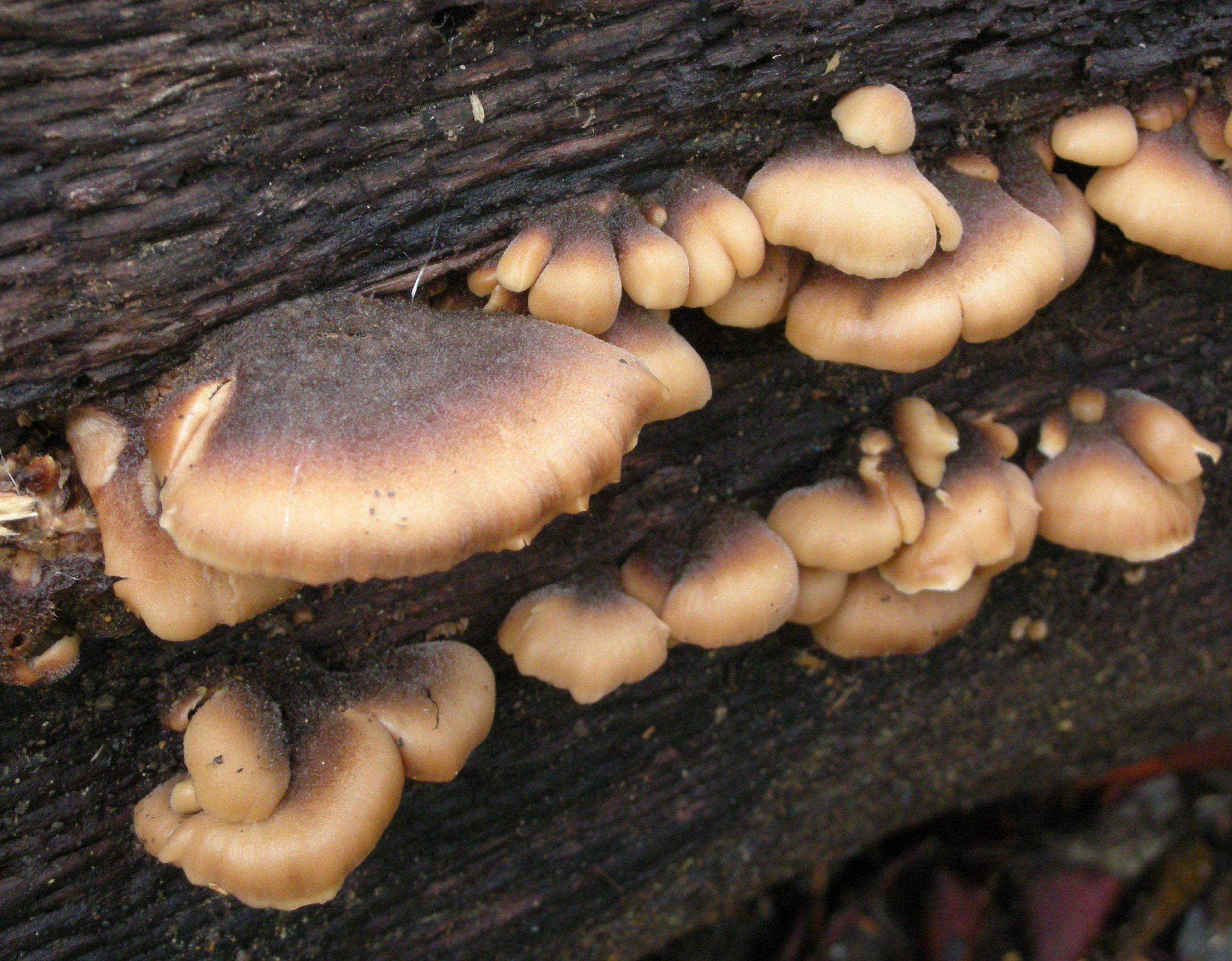
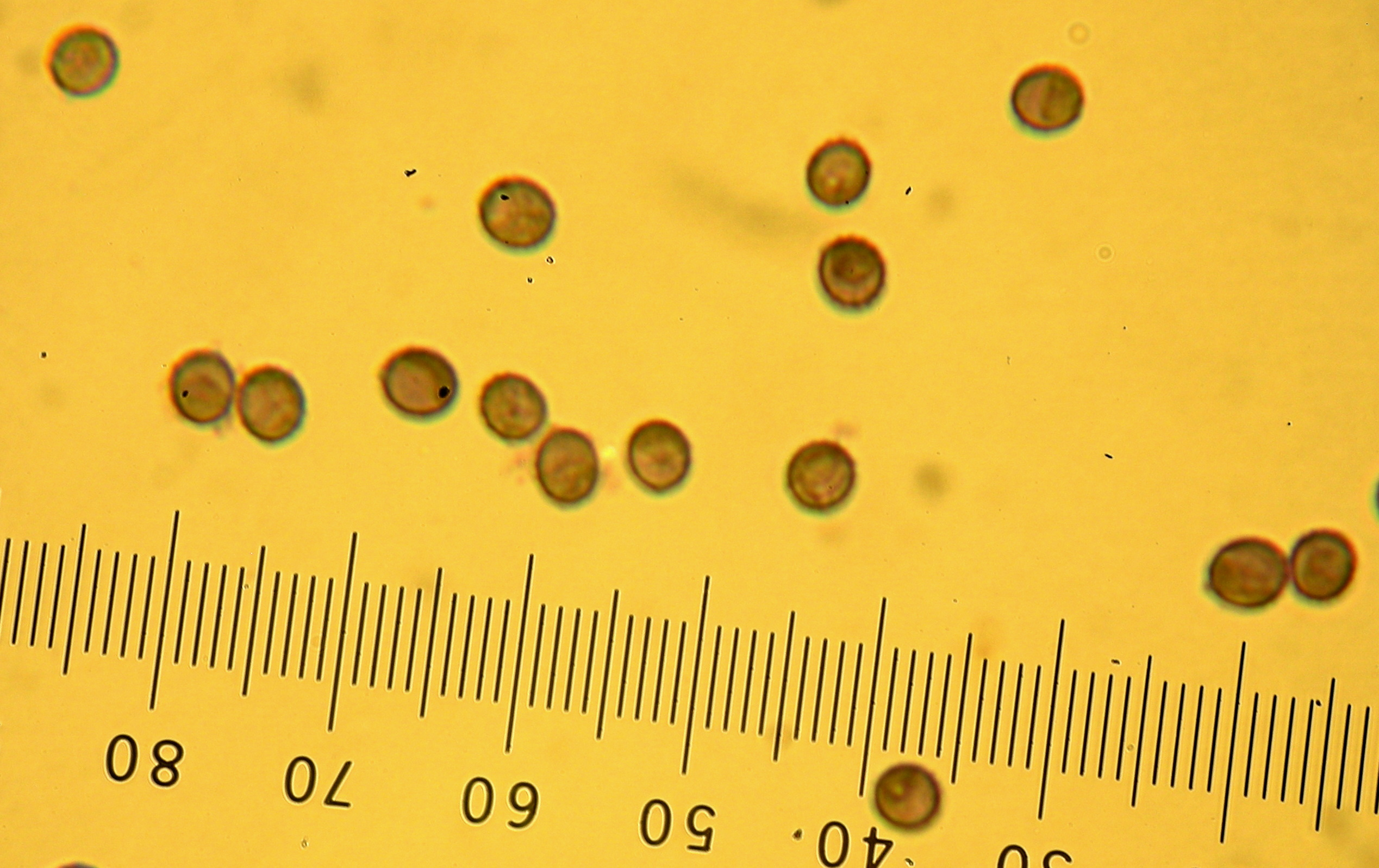